# Mimeusemia albicilia
Mimeusemia albicilia là một loài bướm đêm trong họ Noctuidae.